# Vardan II. Partski
Vardan II. Partski je bio vladarom Partskog Carstva. Pobunio se protiv očeve vlasti od 55. do 58. te je nakratko zavladao partskom državom. Vjerojatno je zauzeo Ekbatanu i Seleuciji na Tigrisu jer je ondje kovao novac iz tamošnjih kovnica. Novac je prikazivao kralja koji nosi dijademu s pet parožaka. Ništa se više ne zna o njemu. 